# نظمی اوجی
نظمی اوجی (به انگلیسی: Sir Nadhmi Shakir Auchi) تاجر ثروتمند و حامی مالی چند شرکت مختلف است. وی همچنین مؤسس و رئیس شرکت جنرال هلدینگ مدیترانهاست. در سال ۲۰۱۲ دارایی خالص او محاسبه گردید. این دارایی در حدود ۱٫۸ میلیارد دلار است. نظمی اوجی رتبه ۸۵۴ را در میان ثروتمندهای جهان دارد.

## زندگی شخصی
در سال ۱۹۳۷ در کردات بغداد متولد شد. اوجی، تحصیلات ابتدایی خود را در مدارس آل منصور و کالج بغداد گذراندو برای تحصیلات عالی به دانشگاه مستنصریه رفت. در سال ۱۹۶۳ با ابتسام ازدواج کرد. فرزندان او سه پسر و یک دختر هستند.اوجی به همراه خانواده اش در سال ۱۹۸۰ به لندن رفت.اوجی در سال ۱۹۸۹ به عنوان شهروند بریتانیا شناخته شد و در حال حاضر هم ساکن لندن است. هدف اوجی وحدت میان کشورهای عربی و ایجاد روابط دوستانه بین غرب و جهان عرب بیان شده است. همچنین او به عنوان یک خیّر شناخته شده است.

## تحصیلات و شغل
نظمی اوجی با مدرک کارشناسی اقتصاد و علوم سیاسی از دانشگاه المستنصریه تحصیلات خود را به پایان رساند. او در سال۱۹۶۷ در وزارت نفت عراق کار می‌کرد و در سال ۱۹۶۹ به عنوان مدیر برنامه‌ریزی و توسعه وزارت نفت عراق انتخاب شد. در سال ۱۹۷۹ شرکت جنرال هلدینگ مدیترانه را در لوکزامبورگ تأسیس کرد.
نظمی اوجی هزینه‌های تحصیل و زندگی ده‌ها دانش آموز را در مصر و دیگر کشورهای عربی پرداخت می‌کند.